# Ondřej Bárta
Ondřej Bárta (* 22. září 1976) je český fotbalista, který hrál první českou fotbalovou ligu. Do svého týmu si ho vybralo vedení Bohemians a první sezonu za tento tým odehrál 15 utkání. Bohemians poté sestoupili a po návratu do první ligy se už Bárta do prvního týmu prakticky nedostal.